# Hesydrus caripito
Hesydrus caripito är en spindelart som beskrevs av James E. Carico 2005. Hesydrus caripito ingår i släktet Hesydrus och familjen Trechaleidae.
Artens utbredningsområde är Venezuela. Inga underarter finns listade i Catalogue of Life.